# عملاء شيلد
عملاء شيلد (بالإنجليزية:en:Marvel's Agents of S.H.I.E.L.D.) هو مسلسل تليفزيوني بث على التلفاز من قبل أي بي سي من تأليف جوس ويدون وجيد ويدون وموريسا تاناشاروين، مستوحى من منظمة مارفل كومكس شيلد (بالإنجليزية S.H.I.E.L.D. :Strategic Homeland Intervention, Enforcement and Logistics Division) وهي وكالة تجسس سلميّة ومستوحاة من الخيال في عالم مليئ بالابطال الخارقين وظواهر خارقة للطبيعة. تقع احداث المسلسل في عالم مارفل السينمائي حيث تتوالى احداثه مع بقية أفلام السلسلة.

## وصلات خارجية
- الموقع الرسمي
- عملاء شيلد على موقع IMDb (الإنجليزية)
- عملاء شيلد على موقع ميتاكريتيك (الإنجليزية)
- عملاء شيلد على موقع روتن توميتوز (الإنجليزية)
- عملاء شيلد على موقع نتفليكس (الإنجليزية)
- عملاء شيلد على موقع فيلمافينيتي (الإسبانية)
- عملاء شيلد على موقع كينوبويسك (الروسية)
- عملاء شيلد على موقع ألو سيني (الفرنسية)
- عملاء شيلد على موقع قاعدة بيانات الفيلم (الإنجليزية)